# Микросателлиты
Примеры микросателлитного анализа
Микросателли́ты, или короткие тандемные (простые) повторы, — варьирующие участки (локусы) в ядерной ДНК и ДНК органелл (митохондрий и пластид), состоящие из тандемно повторяющихся мономеров длиной меньше 9 пар оснований и образующие поля менее 1 тысячи пар оснований. Являются широко распространёнными молекулярными маркерами в генетических и геномных исследованиях.

## Терминология
Для обозначения этого класса повторов в научной литературе могут употребляться следующие термины, а также образованные от них английские аббревиатуры:
- микросателлиты (англ. microsatellites)[2][3][4][5][6],
- короткие тандемные повторы (short tandem repeats — STR)[7],
- простые повторы, простые повторяющиеся последовательности (simple sequence repeats — SSR)[8].

Y-STR — это короткий тандемный повтор на Y-хромосоме. Y-STR часто используются в криминалистике, тестах на отцовство и генеалогического ДНК-тестирования.

## Описание
Микросателлиты характеризуются высокой скоростью изменения последовательностей, обусловленной «проскальзыванием» при репликации ДНК и точечными мутациями. Обладают высокой степенью полиморфизма.
В отличие от сателлитных ДНК микросателлиты локализованы в эухроматиновой части генома.
Амплифицированные с помощью ПЦР фрагменты, включающие микросателлитные локусы с фланкирующими последовательностями, разделяют посредством гель-электрофореза или капиллярного электрофореза. По длине фрагментов судят о количестве коротких тандемных повторов и об аллелях локуса.

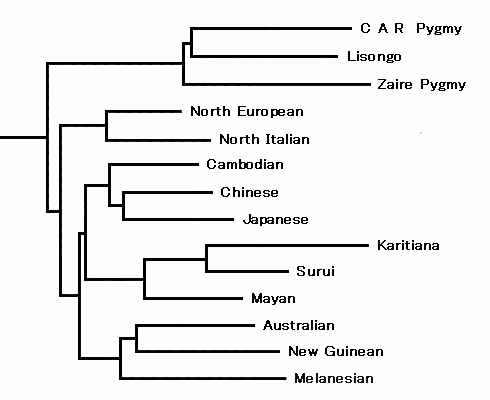
Филогенетическое дерево, построенное по результатам обследования различных популяций человека с применением микросателлитных локусов

## Болезни, связанные с микросателлитами
Увеличение числа повторяющихся элементов микросателлитов, локализованных в экзонах, в нетранслируемых или регуляторных участках генов, может быть причиной развития некоторых заболеваний у человека. К числу таких заболеваний относятся: болезнь Хантингтона, спинально-бульбарная амиотрофия Кеннеди, спиноцеребеллярная атаксия, синдром ломкой X-хромосомы, атаксия Фридрейха, миотоническая дистрофия 1-го и 2-го типов.

## Области применения
Микросателлиты используются как молекулярные маркеры в определении генетического разнообразия, родства, принадлежности к конкретной популяции, для исследования гибридизации, эволюционных процессов. Применяются также для поиска паралогов.
Микросателлитные последовательности с повторами небольшой длины, 2—6 нуклеотидов, используются при картировании геномов, в работе с редкими видами и т. д.
Микросателлиты стали удобными и предпочтительными маркерами и нашли самое широкое применение при оценке генетического разнообразия сельскохозяйственных видов растений и животных. В 1995 году созданная под эгидой Продовольственной и сельскохозяйственной организации ООН (ФАО) рабочая группа экспертов предложила план «Глобального проекта по поддержанию (оценке) генетического разнообразия домашних животных» (Global Project for the Maintenance (or Measurement) of Domestic Animal Genetic Diversity, сокращённо — MoDAD). Проект предусматривал задачу количественно оценить генетическое разнообразие среди пород основных 14 видов животных, разводимых человеком, включая четыре вида птиц. Для этой цели предполагалось генотипировать от 6 до 50 пород одного вида с помощью 30 микросателлитных локусов. Примерами успешного апробирования и воплощения рекомендаций рабочей группы MoDAD стали результаты научного проекта европейского консорциума AVIANDIV (по изучению генетического разнообразия более 50 популяций кур) и ряда других исследований на основе микросателлитных маркеров.
Известны электронные базы данных, в которых содержится информация о микросателлитных локусах.

### Патологоанатомический анализ
Анализ коротких тандемных повторов — относительно новая технология генетической экспертизы, ставшая популярной в середине-конце 1990-х годов. Анализ коротких тандемных повторов используют для получения «генетического паспорта» личности. Используемые в настоящее время для патолого-анатомического анализа короткие тандемные повторы — это четырёх- или пятинуклеотидные повторы, поскольку эти повторы обеспечивают высокую вероятность получения безошибочных данных, достаточно массивных, чтобы им не угрожала деградация в неблагоприятных условиях. При этом краткие повторы могут подвергаться воздействию неблагоприятных факторов, таких как запинания при полимеразной цепной реакции (ПЦР) и предпочтительная амплификация. Кроме того, некоторые генетические болезни связаны с трёхнуклеотидными повторами, например, болезнь Хантингтона. Более длинные повторяющиеся последовательности чаще страдают от деградации под воздействием природных факторов, и не амплифицируются с помощью ПЦР так эффективно, как более короткие последовательности.
Анализ выполняется путём выделения ядерной ДНК из клеток исследуемого патологоанатомического образца и последующей амплификации конкретных полиморфных участков выделенной ДНК при помощи ПЦР. Амплифицированные последовательности разделяют при помощи гель-электрофореза или капиллярного электрофореза, что позволяет определить количество коротких тандемных повторов. Как правило, для визуализации продуктов амплификации ДНК используют интеркалирующие красители, например, бромистый этидий (EtBr). Приборы для капиллярного электрофореза также используют флюоресцентные красители.
В США было выделено 13 локусов коротких тандемных повторов в качестве основы для построения генетического профиля человека. Указанные профили хранятся локально, на уровне штатов и общефедеральном уровне в банках ДНК, таких, как CODIS. Существует и британская база данных идентификации локусов коротких тандемных повторов, известная как Национальная база данных ДНК Великобритании (NDNAD). В отличие от американцев, британская база основана на 10, а не 13 локусах.
Изучение коротких тандемных повторов в ДНК Y-хромосом часто используют для выявления генеалогии.